# Société anonyme des chemins de fer d'Anvers à Rotterdam
La Société anonyme des chemins de fer d'Anvers à Rotterdam est une entreprise ferroviaire belge créée en 1852 pour construire et exploiter des chemins de fer en Belgique et aux Pays-Bas.
En 1863 la société confie l'exploitation de son réseau au Grand Central Belge, structure qu'elle a créée avec la société de Est Belge.

## Histoire

### Création
Le 9 juillet 1852 monsieur Gihoul obtient par une convention, avec les gouvernements de Belgique et des Pays-Bas, les concessions des chemins de fer : d'Anvers à la frontière des Pays-Bas, de Hollandsch Diep à la frontière de la Belgique, de Roozendaal à Bréda, auquel s'ajoute l'exploitation d'un service de bateaux à vapeur entre le Hollandsch Diep et Rotterdam par Dordrecht. Ces concessions sont confirmées, pour ce qui concerne les Pays-Bas, le 21 juillet 1852, par un arrêté du roi Guillaume III, et pour la Belgique, le 14 juillet 1852, par une approbation ministérielle.
Le 30 novembre 1852 est approuvée la création de la société dénommée « Société anonyme des chemins de fer d'Anvers à Rotterdam » établie à Bruxelles par l'acte du 18 novembre. Son objet principal est l'établissement et l'exploitation des chemins de fer obtenus par monsieur Gihoul qui en fait apport à la société, avec leurs éléments annexes : études et devis, contre 800 actions de 250 francs chacune. Le premier président est Josse-Pierre Matthieu (directeur à la Société Générale et à la Banque Nationale) propriétaire à Bruxelles. Les administrateurs sont : Louis Gihoul, John Masterman junior, Samuel Laing et James Ashweil. La concession sur le territoire belge est définitivement accordée par une loi du 10 décembre 1852 et pour la concession sur le territoire des Pays-Bas, elle est définitivement accordée le 1er février 1853 par un arrêté royal (publié dans le moniteur le 5 février 1853).
L'ensemble des lignes de chemins de fer objet de cette concession est exploité dans sa totalité à partir du 21 juin 1854.
Le réseau ferré compte 81 kilomètres de voies ferrées : d'Anvers à Moerdyck et l'embranchement de Rosendael à Bréda.

### Accords avec la société du Nord de la Belgique
Le 23 décembre 1862 la société anonyme des chemins de fer du Nord de la Belgique cède à la société d'Anvers à Rotterdam l'exploitation de son chemin de fer d'Anvers à Hasselt. Cet accord est approuvé par l'arrêté royal du 21 janvier 1863.

### Accords avec la société de l'Est Belge
Le 28 septembre 1863 les sociétés d'Anvers à Rotterdam et de l'Est Belge signent une convention pour fusionner leurs lignes et leurs exploitations, elles dénomment cette entité « Grand Central Belge ». 